# 聯合國安全理事會第67號決議
《聯合國安理會67號決議》是1949年1月28日在聯合國安全理事會第406次會議通過的。安理會對於印度尼西亞獨立革命的雙方均遵守倫維爾協議這一點表示滿意，這項決議請求荷蘭政府立即中止所有軍事行動，亦請求印度尼西亞共和國命令其武裝分子停止游擊戰，以求雙方恢復有關地區的和平並維持其法律及治安。安理會再次呼籲荷蘭政府釋放所有在1948年12月17日以後拘捕的政治犯，並協助印度尼西亞共和國政府官員返回日惹及提供政府在該地區有效運作所需的合理設施。然後決議要求設立“印度尼西亞合眾國”，其國民議會代表選舉需於1949年10月前完成，並且荷蘭政府會在1950年7月前將主權移交至國民議會。為此安理會將斡旋委員會更名為印度尼西亞問題委員會，負責斡旋委員會原有事務，以及監察選舉、保證言論、出版和集會自由，還有對部份印度尼西亞歸還印度尼西亞共和國政府的移交進行監督，並向安理會定期報告。
該決議是逐段表決的，因此沒有對整份決議進行投票通過。

## 外部連結
- 67號決議全文